# Orior Lower

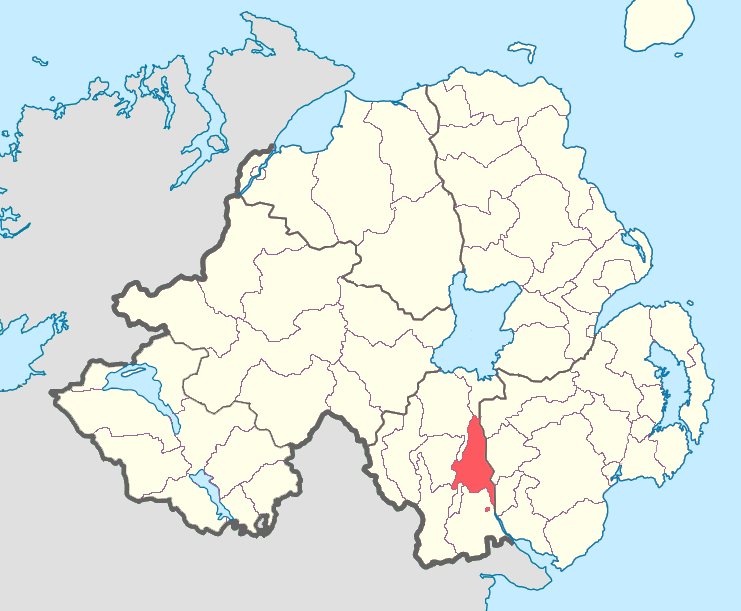
Localização de Orior Lower, Condado de Armagh, Irlanda do Norte.

Orior Lower (em irlandês:  Airthir) é um barony situado no Condado de Armagh, Irlanda do Norte. Encontra-se no leste do Condado de Down fazendo fronteira com o mesmo. Faz fronteira com outros sete baronies: Fews Upper ao sul-oeste;  Fews Lower ao oeste;  Oneilland West a norte-oeste; Oneilland East ao norte; Iveagh Lower, Lower Half e Orior Upper ao sul.

## Lista de lugares principais
Abaixo está uma lista de localidades dentro de Orior Lower:

### Cidades
- Bessbrook
- Tandragee

### Vilas
- Eleven Lane Ends
- Forkhill
- Jerrettspass
- Laurelvale
- Loughgilly (also part in the baronies of Fews Lower and Orior Upper)

## Lista de paróquias civis
Abaixo está uma lista de localidades dentro de Orior Lower:
- Ballymore
- Forkill
- Killevy
- Kilmore
- Loughgilly